# Lubuk Kembang Sari
Lubuk Kembang Sari is een bestuurslaag in het regentschap Pelalawan van de provincie Riau, Indonesië. Lubuk Kembang Sari telt 2560 inwoners (volkstelling 2010).